# Xã Lawrence, Quận Washington, Ohio
Xã Lawrence (tiếng Anh: Lawrence Township) là một xã thuộc quận Washington, tiểu bang Ohio, Hoa Kỳ. Năm 2010, dân số của xã này là 901 người.